# Maspujols
Maspujols település Spanyolországban, Tarragona tartományban. Maspujols Alforja, Tarragona, L'Aleixar, Riudoms és Les Borges del Camp községekkel határos. Lakosainak száma 889 fő (2024).

## Népesség
A település népessége az elmúlt években az alábbi módon változott:
| Lakosok száma | 200  | 629  | 531  | 481  | 370  | 513  | 663  | 782  | 827  | 889  |
|               | 1717 | 1887 | 1936 | 1960 | 1986 | 2004 | 2009 | 2014 | 2019 | 2024 |